# Das Wunder von Bern
Das Wunder von Bern (br: O Milagre de Berna) é um filme alemão de 2003, dirigido por Sönke Wortmann.

## Sinopse
Dois eventos marcaram a história da Alemanha no pós-2ª Guerra Mundial: a queda do Muro de Berlim e a histórica vitória da Seleção da Alemanha na Copa do Mundo de 1954, que ficou conhecido como o milagre de Berna, numa referência à cidade suíça onde ocorreu o jogo. As lembranças do jogo, que deu à Alemanha seu 1º título mundial, são mostradas através da família Lubanski, que vive na pequena cidade de Essen-Katernberg.

## Enredo
O filme conta a trajetória do título de uma arrasada Alemanha Ocidental pós-guerra na Copa do Mundo de 1954, usando como referência a família Lubanski, da cidade de Essen. O pai, Richard, é um ex-prisioneiro de guerra que está para retornar ao lar após 11 anos em prisão soviética. Sua família (esposa, Christa, e três filhos) sobrevivem mantendo um bar.
Matthias, o mais novo dos filhos, jamais viu o pai, por ter nascido quando Richard já estava no front. Este, por sua vez, não sabe de sua existência, pois nunca recebeu as cartas da família. O garoto idolatra o jogador Helmut Rahn, de quem se torna "escudeiro". Rahn é atacante e maior estrela do clube da cidade, o Rot-Weiss Essen, mas não se firma na Seleção Alemã-Ocidental, e considera Matthias um amuleto: só ganha os jogos decisivos na presença deste na torcida.
Richard finalmente volta, mas tem dificuldades em relacionar-se com a família, ao querer impor sua rígida disciplina na casa. Mostra-se amargurado com os filhos: o mais velho, o rebelde Bruno, é guitarrista de bandas e simpatizante do comunismo; a do meio, Ingrid, flerta com soldados estadunidenses; e Matthias dá exagerada importância ao futebol, além de idolatar Rahn como a um pai. O rigor de Richard faz Bruno tomar a drástica decisão de fugir de casa rumo a Berlim Oriental, capital da comunista Alemanha Oriental.
Paralelamente, a Seleção Alemã-Ocidental joga na Copa do Mundo da Suíça, mas não convence os jornalistas, que não poupam críticas ao técnico Sepp Herberger, principalmente após a vexatória goleada de 8 x 3 sofrida contra os húngaros, na primeira fase. Herberger preferiu pôr os reservas em campo em jogo que sabia que provavelmente perderia para poupar os titulares para o jogo decisivo, contra a Turquia. O técnico também prefere não escalar Rahn, mesmo contra a Hungria. Os alemães classificam-se para enfrentar a Iugoslávia, tida como favorita. Mesmo vencendo por 2 x 0 na estreia de Rahn no torneio (com gol marcado por ele), a equipe de Herberger continua atraindo descofiança da imprensa, que prefere enaltecer o azar do adversário, que marcou um gol contra.
Após a fuga de Bruno, Richard prefere amolecer seu tratamento com os filhos. Ele, que jogava futebol, passa a incentivar Matthias, aconselhando-o a jogar como zagueiro quando brinca com os amigos após observá-lo, já tendo lhe dado uma bola de presente. Nas semifinais, a Alemanha novamente surpreende ao golear por 6 x 1 a mais equilibrada Áustria, e passa à final, onde novamente encararia a Hungria. Richard faz uma surpresa a Matthias: convida-o a ir de carro com ele até Berna, onde realizar-se-ia a final, para assistir ao jogo, sabendo da superstição que ele e Rahn tinham entre si.
Os jogadores da Alemanha, no dia da final, acordam com um bom pressentimento, pois chove forte em Berna, o tempo favorito do capitão Fritz Walter, que não jogava tão bem no calor por ter contraído malária quando jovem. Os alemães, que tinham chuteiras com travas especialmente para a situação, fornecidas pessoalmente por Adi Dassler (o criador da Adidas), também contavam com que a chuva tornasse os húngaros mais lentos. A Hungria, entretanto, faz dois gols em menos de dez minutos, com Ferenc Puskás, que voltava de lesão, e Zoltán Czibor.
A Alemanha Ocidental não se abate: Horst Eckel cumpre a ordem de Herberger de anular Nándor Hidegkuti, tido como o maior organizador das jogadas húngaras. Em dez minutos, empatam o jogo em contra-ataques, com Max Morlock e Rahn. Os húngaros, que vinham de uma dura vitória na prorrogação contra o Uruguai, diminuem o ritmo e se poupam para nova prorrogação. Matthias e Richard chegam a Berna no decorrer do segundo tempo. O garoto entra no estádio já nos últimos dez minutos de jogo, quando a bola está parada, e olha para Rahn. Ao perceber sua presença, o atacante faz jogada individual após a bola sobrar-lhe e marca o gol da virada. Os magiares pressionam nos minutos restantes, e o goleiro Toni Turek faz grande defesa em chute de Czibor, para o êxtase do narrador Herbert Zimmermann ("Toni, você é um Deus do futebol!"). O resultado não se altera e os alemães-ocidentais vencem, para o delírio do país.